# Drezyna
Drezyna – pomocniczy pojazd kolejowy z napędem mechanicznym ręcznym lub spalinowym, służący do nadzoru stanu linii kolejowych, a także do diagnostyki lub przewozu pracowników i materiałów w celu utrzymywania nawierzchni linii kolejowej.
Pierwotnie drezyną nazwany został zaprezentowany 12 czerwca 1817 roku w Mannheim dwukołowy welocyped zaprojektowany przez Karla Draisa. Podczas drugiej wojny światowej eksploatowano drezyny pancerne przeznaczone do rozpoznania, patrolowania linii kolejowych i wykonywania innych pomocniczych zadań bojowych. Przez polskie koleje dawniej wykorzystywane były przebudowane samochody Warszawa M20. Na niektórych nieeksploatowanych liniach kolejowych prowadzone są koleje drezynowe z wykorzystaniem turystycznych drezyn. W Polsce prowadzonych jest dziesięć kolejek drezynowych. Do utrzymywania polskiej infrastruktury kolejowej wykorzystywane są drezyny WM-10, WM-15 oraz drezyna do pomiaru geometrii toru EM120.

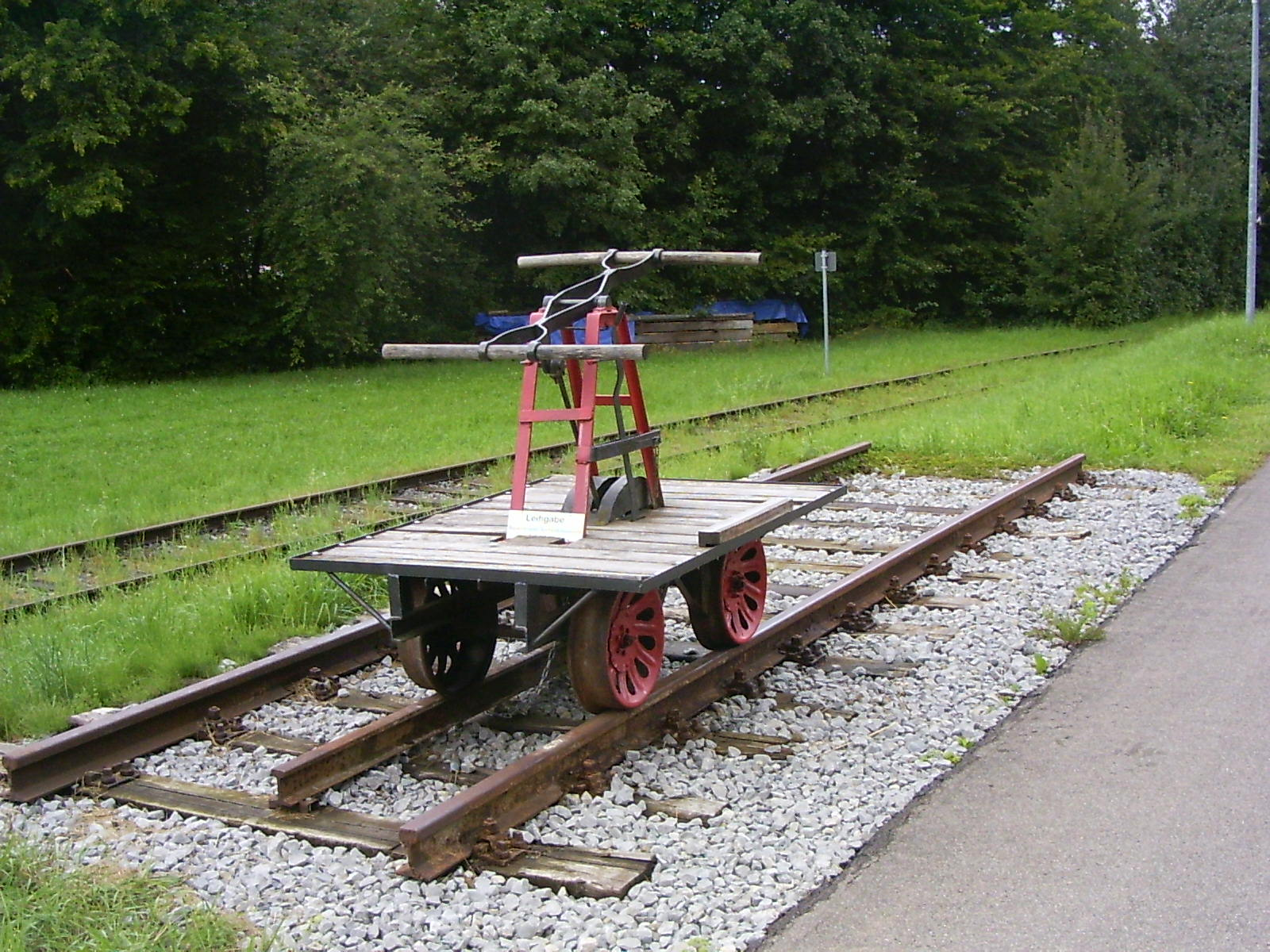
Drezyna ręczna
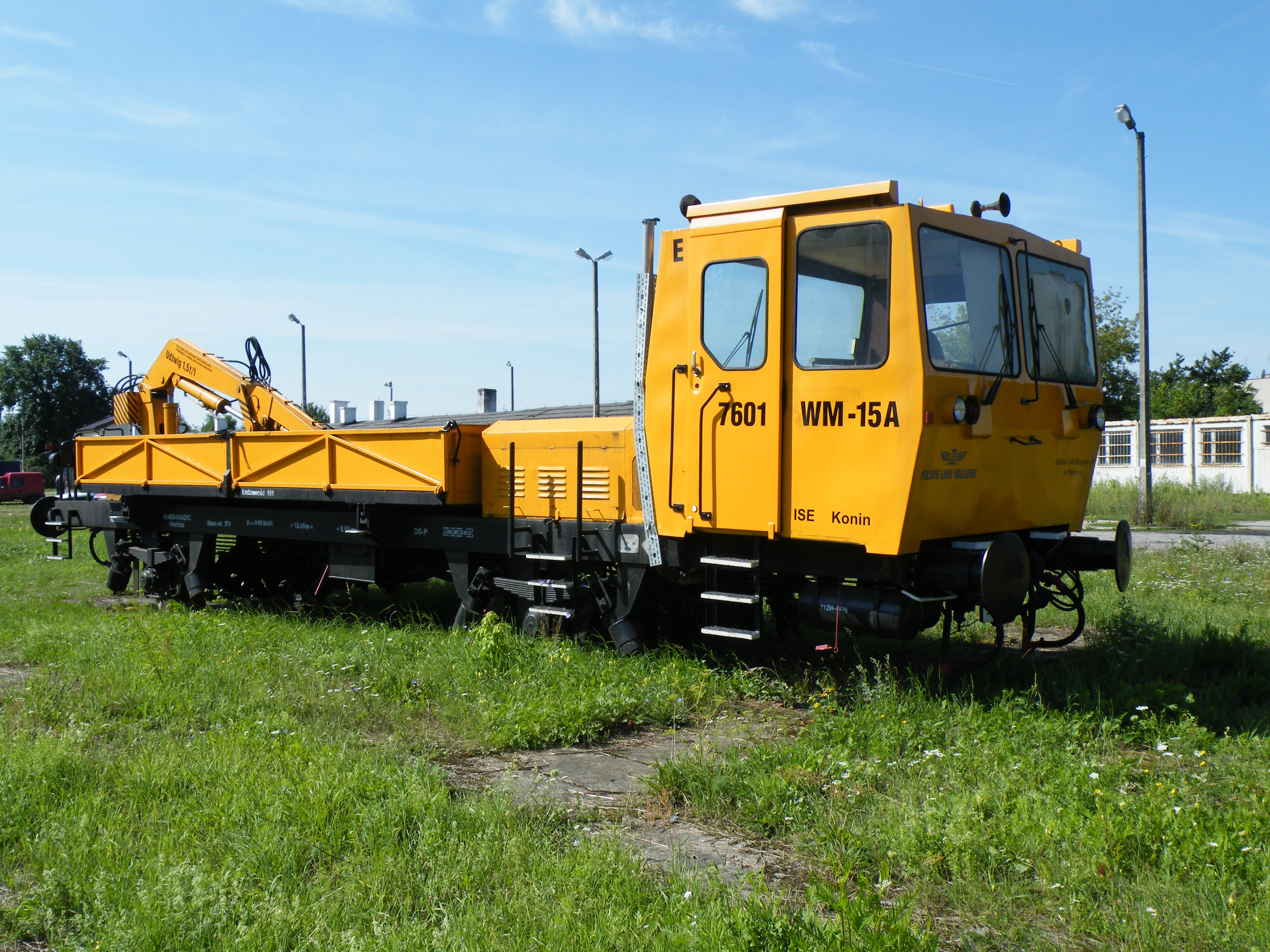
Wózek motorowy WM-15
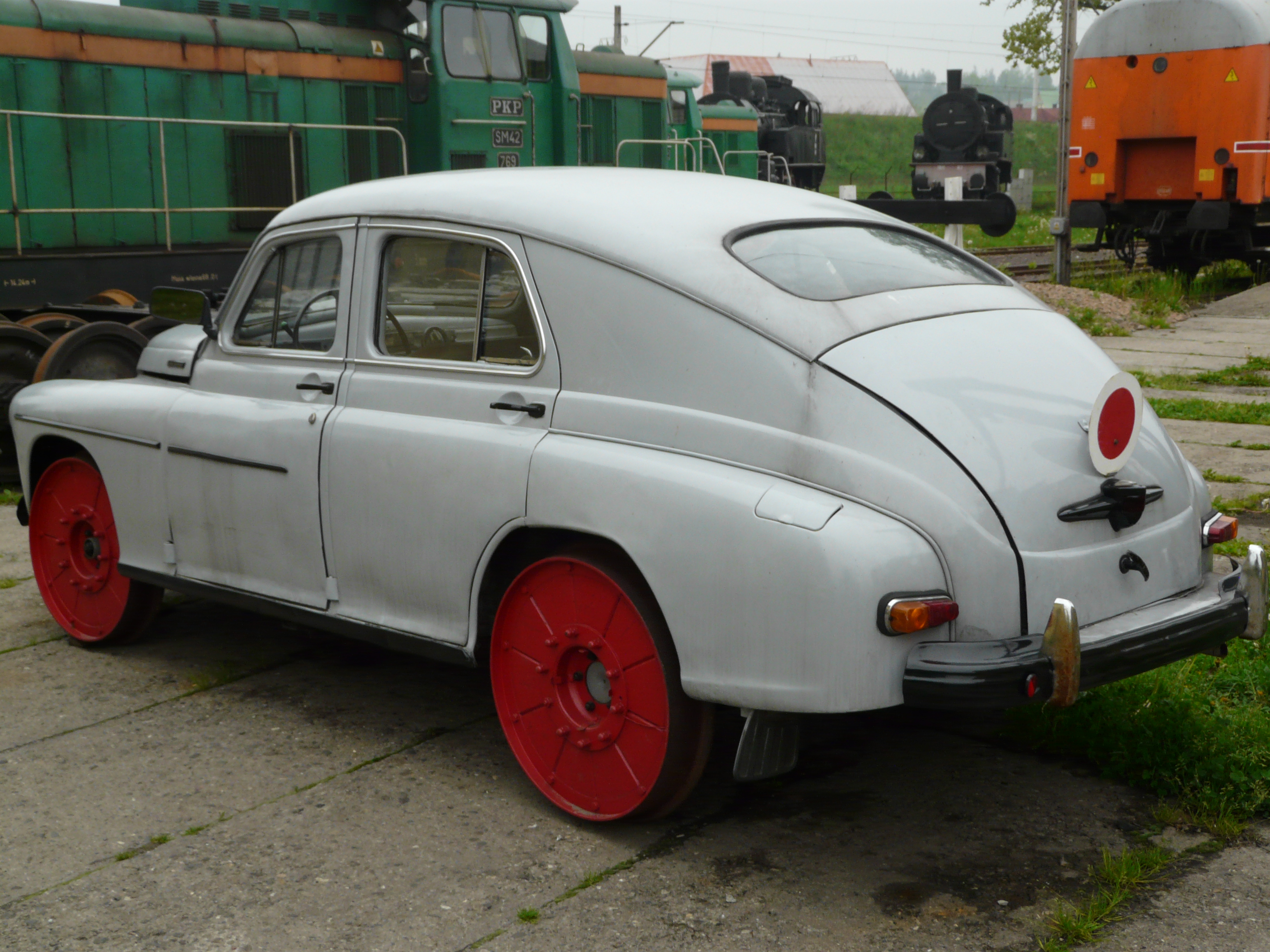
Drezyna Warszawa M20 w skansenie w Chabówce
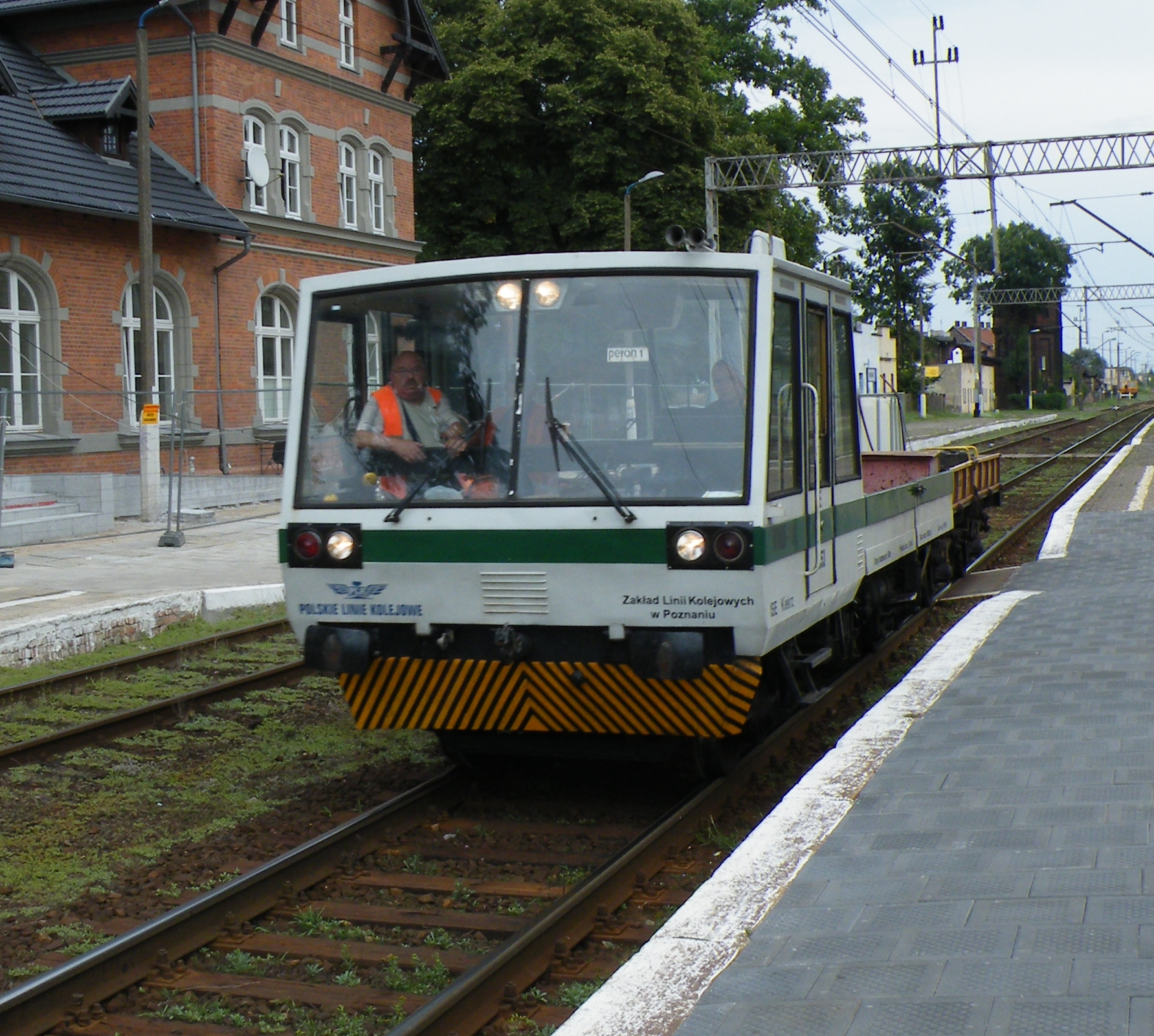
Drezyna WŻB-10
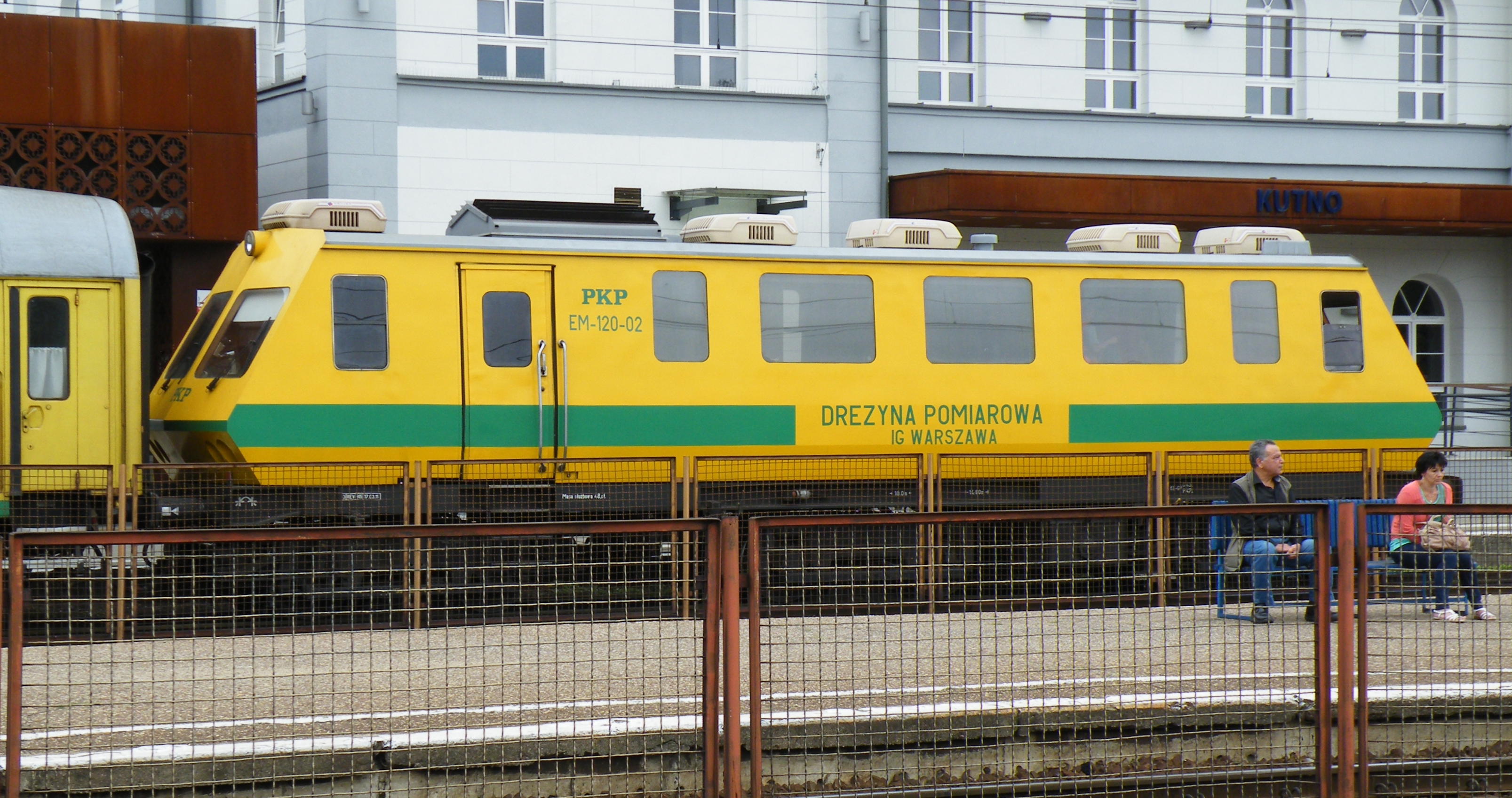
Drezyna pomiarowa EM120